# Luc Merenda
Luc Charles Olivier Merenda (Nogent-le-Roi, Francia, 3 de septiembre de 1943) es un actor de cine francés. Fue uno de los actores más prominentes dentro del género poliziottesco del cine italiano, realizando una gran cantidad de colaboraciones con el director Sergio Martino. El actor tiene origen italiano de parte de su abuelo paterno.

## Filmografía parcial
| - The Palace of Angels (1970) - Ricardo - OSS 117 Takes a Vacation (1970) - Hubert Bonisseur de La Bath - Law Breakers (1971) - Marco - Le Mans (1971) - Claude Aurac - Red Sun (1971) - Chato - Man Called Amen (1972) - Così Sia / Amen - D'amore si muore (1972) - Enzo - Torso (1973) - Roberto - The Nun and the Devil (1973) - Carafo - The Violent Professionals (1973) - Giorgio Martini - Milano trema: la polizia vuole giustizia (1973) - Giorgio - Oremus, Alleluia e Così Sia (1973) - Cosi' Sia / Amen - Shoot First, Die Later (1974) - Domenico Malacarne - Puzzle (1974) - Edward - Gambling City (1975) - Luca Altieri - Silent Action (1975) - Inspector Giorgio Solmi - Kidnap Syndicate (1975) - Mario Colella - Nick the Sting (1976) - Nick Hezard | - Evil Thoughts (1976) - Jean-Luc Retrosi - The Last Round (1976) - Rico Manzetti - Destruction Force (1977) - Comisario Ghini - A Man Called Magnum (1977) - Comisario Dario Mauri - Could It Happen Here? (1977) - Ferruccio - Hotel Fear (1977) - Rodolfo - Tough to Kill (1978) - Keaton - Deadly Chase (1978) - Comisario Verrazzano - Target (1979) - Martin - Action (1980) - Bruno Martel - Love in First Class (1980) - Il poliziotto - Il ficcanaso (1980) - Paolo - Honey (1981) - El hombre de la habitación - Teste di quoio (1981) - Maniaco - Pover'ammore (1982) - Occhio nero, occhio biondo e occhio felino (1983) - Superfantozzi (1986) - Missione eroica - I pompieri 2 (1987) - McFarland - 'O Re (1988) - Hostel: Part II (2007) - Detective italiano |

## Televisión
- Nonni and Manni (1988–1989)